# Парцијална диференцијална једначина
Парцијална диференцијална једначина је диференцијална једначина која садржи претходно непознате функције са више променљивих и њихове парцијалне изводе. Користе се за формулисање проблема који укључују функције више променљивих, а решавају се ручно или се користе за креирање компјутерских модела. Посебан случај су обичне диференцијалне једначине које се баве функцијама једне променљиве и њиховим изводима.
Парцијалне диференцијалне једначине могу се користити за опис широког спектра феномена као што су звук, дифузија, топлота, електростатика, електродинамика, динамика флуида, еластичност или квантна механика. Баш као што обичне диференцијалне једначине често моделирају једнодимензионалне динамичке системе, парцијалне диференцијалне једначине често моделирају вишедимензионалне системе. Парцијалне диференцијалне једначине проналазе своју генерализацију у стохастичким парцијалним диференцијалним једначинама.
- Линеарна хомогена парцијална једначина је облика:

{\displaystyle P_{1}(x_{1},...,x_{n}){\frac {\partial u}{\partial x_{1}}}+...+P_{n}(x_{1},...,x_{n}){\frac {\partial u}{\partial x_{n}}}=0}.
- Квазилинеарна парцијална једначина је облика:

{\displaystyle P_{1}(x_{1},...,x_{n},u){\frac {\partial u}{\partial x_{1}}}+...+P_{n}(x_{1},...,x_{n},u){\frac {\partial u}{\partial x_{n}}}=P_{n+1}(x_{1},...,x_{n},u)}.

## Увод
Парцијалне диференцијалне једначине (PDE) су једначине које садрже стопе промене у односу на континуиране променљиве. На пример, позиција чврстог тела је одређена са шест параметара, док је конфигурација флуида дата путем континуиране дистрибуције неколико параметара, као што су температура, притисак, и тако даље. Док се динамика крутог тела одвија у коначно димензионалном конфигурационом простору, динамика течности се јавља у бесконачно димензионалном конфигурационом простору. Ова разлика чини PDE знатно теже решивим од обичних диференцијалних једначина, али овде опет постоје једноставна решења за линеарне проблеме. Класични домени примене PDE обухватају акустику, динамику флуида, електродинамику, и топлотни трансфер.
Парцијална диференцијална једначина за функцију u(x1,… xn) је једначина облика
{\displaystyle f\left(x_{1},\ldots x_{n};u,{\frac {\partial u}{\partial x_{1}}},\ldots {\frac {\partial u}{\partial x_{n}}};{\frac {\partial ^{2}u}{\partial x_{1}\partial x_{1}}},\ldots {\frac {\partial ^{2}u}{\partial x_{1}\partial x_{n}}};\ldots \right)=0.}
Ако је f линеарна функција u и њених деривата, онда се PDE назива линеарном. Уобичајени примери линеарних PDE обухватају топлотну једначину, таласну једначину, Лапласову једначину, Хелмхолцову једначину, Клејн-Гордонову једначину и Поисонову једначину.
Једна релативно једноставна PDE је
{\displaystyle {\frac {\partial u}{\partial x}}(x,y)=0.}
Ова релација подразумева да је функција u(x,y) независна од x. Међутим, ова једначина не даје информације о зависности функције од променљиве y. Стога је опште решење ове једначине
{\displaystyle u(x,y)=f(y),}
где је f произвољна функција од y. Аналогна обична диференцијална једначина је
{\displaystyle {\frac {\mathrm {d} u}{\mathrm {d} x}}(x)=0,}
која има решење
{\displaystyle u(x)=c,}
где је c било која константна вредност. Ова два примера илуструју да општа решења обичних диференцијалних једначина обухватају произвољне константе, док решења парцијалних диференцијалних једначина обухватају произвољне функције. Решење PDE генерално није јединствено; додатни услови морају генерално да буду специфицирани на границама регије где је решење дефинисано. На пример, у горњем једноставном примеру, функција f(y) може да буде одређена ако је u специфицирано на линији x = 0.

## Постојање и јединственост
Док питање постојања и јединствености решења обичних диференцијалних једначина има веома задовољавајуће показатеље уз примену Пикарове теореме, то није тако у случају парцијалних диференцијалних једначина. Теорема Коши—Ковалевског наводи да Кошијев проблем за било коју парцијалну диференцијалну једначину чији су коефицијенти аналитички у непознатој функцији и њеним дериватима, има локално јединствено аналитичко решење. Иако се може стећи утисак да овај резултат решава постојање и јединственост решења, постоје примери линеарних парцијалних диференцијалних једначина чији коефицијенти имају изводе свих редова (који ипак нису аналитички) али који немају решења за све једначине. Чак и ако решења парцијалних диференцијалних једначина постоје и јединствена су, она упркос тога могу да имају нежељена својства. Математичка студија ових питања је обично у моћнијем контексту слабих решења.
Један приме патолошког понашања је секвенца (у зависности од n) Кошијевих проблема за Лапласову једначину
{\displaystyle {\frac {\partial ^{2}u}{\partial x^{2}}}+{\frac {\partial ^{2}u}{\partial y^{2}}}=0,}
са граничним условима
{\displaystyle {\begin{aligned}u(x,0)&=0,\\{\frac {\partial u}{\partial y}}(x,0)&={\frac {\sin nx}{n}},\end{aligned}}}
где је n цео број. Извод u у односу на y униформно прилази нули у x са повећањем n, али је решење
{\displaystyle u(x,y)={\frac {\sinh ny\sin nx}{n^{2}}}.}
Ово решење се приближава бесконачности ако nx није целобројни умножак π за било коју не-нулту вредност y. Кошијев проблем за Лапласову једначину се назива лоше постављеним, јер решење континуирано не зависи од података проблема. Такви лоше постављени проблеми обично нису задовољавајући за физичке примене.

## Нотација
У парцијалним диференцијалним једначинама је уобичајено да се парцијални деривати означе користећи индексе. 
{\displaystyle u_{x}={\frac {\partial u}{\partial x}}}
{\displaystyle u_{xx}={\frac {\partial ^{2}u}{\partial x^{2}}}}
{\displaystyle u_{xy}={\frac {\partial ^{2}u}{\partial y\,\partial x}}={\frac {\partial }{\partial y}}\left({\frac {\partial u}{\partial x}}\right).}
У физици се, del или набла (∇) често користе за означавање просторних извода, а u̇, ü за временске изводе. На пример, таласна једначина (доле описана) се може написати као
{\displaystyle {\ddot {u}}=c^{2}\nabla ^{2}u}
или
{\displaystyle {\ddot {u}}=c^{2}\Delta u}
где је Δ Лапласов оператор.